# Lactarius subserifluus
Lactarius subserifluus é um fungo que pertence ao gênero de cogumelos Lactarius na ordem Russulales. Encontrado na América do Norte, foi descrito cientificamente por Burton Orange Longyear em 1902.